# یواس‌اس میزوری
یواس‌اس میزوری (به انگلیسی: USS Missouri) با شمارهٔ بدنهٔ BB-63 و معروف به موی توانا (به انگلیسی: Mighty Mo) یا موی بزرگ (به انگلیسی: Big Mo)، یکی از نبردناوهای کلاس آیووای نیروی دریایی ایالات متحده است. این کشتی چهارمین کشتی نیروی دریایی بود که نامش به افتخار ایالت میزوری انتخاب شد و آخرین نبردناوی بود که ایالات متحدهٔ آمریکا آن را ساخت. همچنین تسلیم امپراتوری ژاپن به قوای متفقین که به پایان یافتن جنگ جهانی دوم انجامید در عرشهٔ نبردناو میزوری روی داد.

## تاریخچه
میزوری یکی از نبردناوهای تندروی کلاس آیووا بود که کار ساختش در ۶ ژانویهٔ ۱۹۴۱ آغاز گردید. با پایان یافتن کار ساخت، این کشتی در ۲۹ ژانویهٔ ۱۹۴۴ به‌آب انداخته و در ۱۱ ژوئن همان سال رسماً وارد خدمت نیروی دریایی آمریکا شد.
یواس‌اس میزوری در طول جنگ جهانی دوم و در طی پیکارهای اقیانوس آرام، در نبردهای ایوو جیما و اوکیناوا شرکت جست. در ۱۱ آوریل ۱۹۴۵ یک هواپیمای کامی‌کازی ژاپنی که در ارتفاع کم پرواز می‌کرد علی‌رغم آتشباری میزوری توانست خود را به کشتی بکوباند. بااین‌وجود آسیب وارده سطحی بود و خدمه توانستند آتش‌سوزی ایجادشده را تحت کنترل خود درآورند. بقایای جسد خلبان ژاپنی بر عرشهٔ کشتی گردآوری شد و فردای آن روز بقایای خلبان ژاپنی با احترام به دریا انداخته شد.
میزوری در شب‌های ۱۷ و ۱۸ ژوئیهٔ ۱۹۴۵ اقدام به بمباران اهداف صنعتی در هونشو نمود. حملات هوایی در دریای داخلی ستو تا ۲۵ ژوئیه ادامه داشت و با پشیبانی میزوری، پایتخت ژاپن نیز مورد حمله قرار گرفت. در ۹ اوت، روزی که دومین بمب اتم بر ژاپن فرو افتاد، حملات به هوکایدو و شمال هونشو نیز از سر گرفته‌شد تا سرانجام ژاپن حاضر به تسلیم‌شدن گردید.
میزوری در ۲۹ اوت ۱۹۴۵ وارد خلیج توکیو شد. چند روز بعد در تاریخ ۲ سپتامبر، نمایندگان ژاپن طی مراسمی بر عرشهٔ این کشتی و در حضور افرادی همچون ژنرال داگلاس مک‌آرتور و دریاسالار چستر نیمیتز، تسلیم بی قید و شرط کشورشان را اعلام کردند.
یواس‌اس میزوری پس از جنگ جهانی دوم و در فاصلهٔ ۱۹۵۰ تا ۱۹۵۳ در جنگ کره شرکت داشت و پس از آن به آمریکا بازگشت. در ۱۹۵۵ این کشتی از خدمت خارج و در فهرست ناوگان رزرو نیروی دریایی ایالات متحده قرار گرفت. اما در ۱۹۸۴ این نبردناو نوسازی شده و بار دیگر وارد خدمت گردید. در ۱۹۸۷ میزوری به خلیج فارس فرستاده‌شد تا طی عملیات اراده جدی، نفت‌کش‌های کویتی را اسکورت نماید و در اوایل ۱۹۸۸ بار دیگر به آمریکا بازگشت.
با حملهٔ عراق در ۲ اوت ۱۹۹۰ به کویت و آغاز جنگ خلیج فارس، میزوری بار دیگر در ۱۳ نوامبر همان سال راه آب‌های منطقه را در پیش گرفت و پس از چند توقف در طول مسیر خود، در ۳ ژانویهٔ ۱۹۹۱ از تنگه هرمز گذشت. این نبردناو آمادهٔ شلیک موشک‌های تاماهاوک و در صورت نیاز ارائهٔ پشتیبانی با کمک آتشبارهایش بود. میزوری نخستین موشک تاماهاوک خود را در ۱۷ ژانویهٔ ۱۹۹۱ به اهدافی در عراق پرتاب نمود. در ۲۹ ژانویه میزوری به سمت شمال حرکت کرد و در نخستین آتشبار پشتیبانی خود طی عملیات طوفان صحرا توانست یک سنگر کنترل و فرماندهی عراقی را در نزدیکی مرز عربستان سعودی نابود کند. پس از جنگ کره در ۱۹۵۳، این نخستین باری بود که میزوری بار دیگر از توپ‌های ۱۶ اینچی خود استفاده می‌کرد. این کشتی جنگی سپس اقدام به چندین نوبت گلوله‌باران استحکامات عراقی نمود. در مقابل عراق نیز اقدام به شلیک دو موشک کرم ابریشم به‌سوی میزوری نمود که یکی از آنها خطا رفت و از برخورد دیگری به نبردناو به‌وسیلهٔ موشک پیکان دریایی شلیک‌شده توسط ناوشکن بریتانیایی اچ‌ام‌اس گلوستر جلوگیری‌شد. میزوری در ۲۱ مارس ۱۹۹۱ به ایالات متحده بازگشت.
با فروپاشی اتحاد جماهیر شوروی در اوایل دههٔ ۱۹۹۰ و نبود تهدیدی برای آمریکا، بودجهٔ نظامی این کشور نیز به‌شدت کاهش یافت که در نتیجهٔ آن، نگهداری و به‌کارگیری نبردناوهای فعال نیروی دریایی ایالات متحده کاری بس هزینه‌بر و غیر اقتصادی می‌نمود. همین موضوع سبب شد تا یواس‌اس میزوری در ۳۱ مارس ۱۹۹۲ بار دیگر در لانگ بیچِ کالیفرنیا از خدمت خارج شود. این نبردناو تا ۱۲ ژانویهٔ ۱۹۹۵ هنوز بخشی از ناوگان ذخیرهٔ نیروی دریایی بود تا آنکه نام و شمارهٔ ثبتش از این فهرست حذف شد. این کشتی سپس در ۴ مهٔ ۱۹۹۸ به انجمن یادبود غیرانتفاعی یواس‌اس میزوری در هونولولوی هاوایی اهدا گردید و در ۲۲ ژوئن همان سال، میزوری در فورد آیلند در پرل هاربر و در ۵۰۰ یاردی از یادبود یواس‌اس آریزونا لنگر انداخت. کمتر از یک سال بعد، در ۲۹ ژانویهٔ ۱۹۹۹، نبردناو میزوری به‌عنوان موزه افتتاح گردید.

## جایزه‌ها
یواس‌اس میزوری در طول دوران خدمتش موفق به دریافت ۱۱ ستارهٔ نبرد شامل ۳ ستارهٔ نبرد برای خدماتش در جنگ جهانی دوم، ۵ ستارهٔ نبرد برای خدماتش در جنگ کره و ۳ ستارهٔ نبرد برای خدماتش در طول جنگ خلیج فارس شده‌است. این نبردناو همچنین چندین جایزهٔ دیگر نیز به پاس خدماتش در جنگ‌های جهانی دوم، کره و خلیج فارس دریافت داشته‌است.